# MD902 Explorer
El MD Helicopters MD900/902 Explorer es un helicóptero utilitario bimotor ligero que fue diseñado a principios de 1990 por McDonnell Douglas Helicopter Systems, actualmente producido por MD Helicopters. Se han desarrollado dos modelos: el MD900 original y el 902, su sucesor.

## Diseño y desarrollo

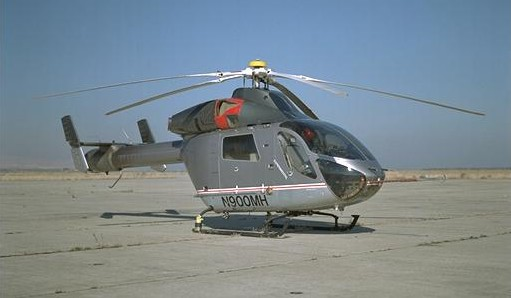
MD 900 (N900MH) Helicopter Noise Abatement Test.

En enero de 1989, MD Helicopters lanzó oficialmente el desarrollo del Explorer, inicialmente conocido como MDX. El Explorer fue el primer helicóptero de McDonnell Douglas en incorporar el sistema NOTAR desde su diseño inicial. McDonnell Douglas se asoció con Hawker de Havilland of Australia para la fabricación del fuselaje. Fueron construidos 10 prototipos, utilizándose siete para pruebas en tierra. McDonnell Douglas Helicopters se convirtió en cliente de lanzamiento para la serie de motores PW200 de Pratt & Whitney Canada, con un acuerdo exclusivo para propulsar los primeros 128 Explorer con dos PW206A. Mientras tanto, los planes para ofrecer el Turbomeca Arrius como una opción se desestimaron. El primer vuelo del Explorer tuvo lugar el 18 de diciembre de 1992, con la aeronave nº 2 (N900MD). La certificación de la FAA para el Explorer se concedió el 2 de diciembre de 1994, con la certificación JAA concediéndose poco después.
En septiembre de 1997, se introdujeron una serie de mejoras, incluyendo turboejes PW206E con mayores tasas de un solo motor inoperativo, entradas de aire del motor revisadas, diseño mejorado de la entrada de aire del sistema NOTAR y un sistema de control del estabilizador más potente. Los beneficios incluyen mejor alcance y autonomía, y un peso máximo al despegue incrementado. Esta versión mejorada del Explorer fue llamada MD 902 de manera no oficial.
En septiembre de 2000, el Explorer fue entregado con el aún más mejorado turboeje PW207E, con mejoradas prestaciones "caliente y alto" y con un solo motor operativo.
El MD Explorer presenta un sistema antipar NOTAR, con beneficios que incluyen seguridad aumentada, niveles de ruido muy inferiores y mejoras en las prestaciones y controlabilidad. En lugar de un rotor antipar de cola, un escape de ventilador es dirigido mediante ranuras en el puro de cola, usando el efecto Coandă para controlar la guiñada. Boeing retiene los derechos de diseño de la tecnología NOTAR a pesar de vender la antigua línea de helicópteros civiles de McDonnell Douglas a MD Helicopters a principios de 1999. El Explorer también presenta un rotor principal rígido de cinco palas de materiales compuestos, más una cola y fuselaje de fabricación de fibra de carbono.
En agosto de 2008, a 30 MD Explorer operativos en el Reino Unido se les impidió el vuelo por orden de McDonnell Douglas, debido a un incidente que involucró a un Explorer de London's Air Ambulance.

## Componentes
Estados Unidos

### Electrónica
| Sistema                                                     | País                      | Fabricante                | Notas            |
| ----------------------------------------------------------- | ------------------------- | ------------------------- | ---------------- |
| Radio de navegación y comunicaciones (opción)               | Bandera de Estados Unidos | Garmin                    | Modelo GNC 255   |
| Navegador táctil (opción)                                   | Bandera de Estados Unidos | Garmin                    | Modelo GTN 750Xi |
| Sistema electrónico de instrumentos de vuelo (EFIS, opción) | Bandera de Estados Unidos | Genesys Aerosystems       | Modelo IDU-680   |
| Unidad de control de anuncios (opción)                      | Bandera de Estados Unidos | Mid-Continent Instruments | Modelo MD41-1510 |

## Variantes
MD 900 Explorer
Modelo de producción inicial, propulsado por dos motores turboeje Pratt & Whitney Canada PW206A (o PW206E o PW207E).
MD 901 Explorer
Modelo de transporte utilitario civil, propulsado por dos motores turboeje Turbomeca Arrius. McDonnel Douglas Helicopters anunció que este modelo estaría disponible desde el número de serie 127 en adelante. Debido a la venta de las variantes de helicópteros civiles a MD Helicopters, el modelo no se desarrolló más. Ninguno ordenado.
MD 902
Nombre comercial de una versión mejorada con aprobación de la Categoría A y propulsado por dos Pratt & Whitney Canada PW206E o PW207E. Esta versión mejorada tiene características adicionales de aislamiento del motor y cambios en el Sistema de Pantalla con Instrumentos Integrados. Los helicópteros anteriores (a excepción de la primeros siete construidos) pueden ser modificados a la versión mejorada.
MH-90 Enforcer
Versión armada de la Guardia Costera de los Estados Unidos volada por el Helicopter Interdiction Tactical Squadron de 1998 a 2000.
MD 969 Combat Explorer
Versión de helicóptero armado.
Swift
Girodino de alta velocidad derivado del MD 969, desarrollado para el programa Futura Aeronave de Reconocimiento y Ataque (FARA). Excluido del programa en 2019.

## Operadores
Alemania
- Landespolizei[8]

 Bélgica
- Policía Federal[9]

 Estados Unidos
- Calstar[10]

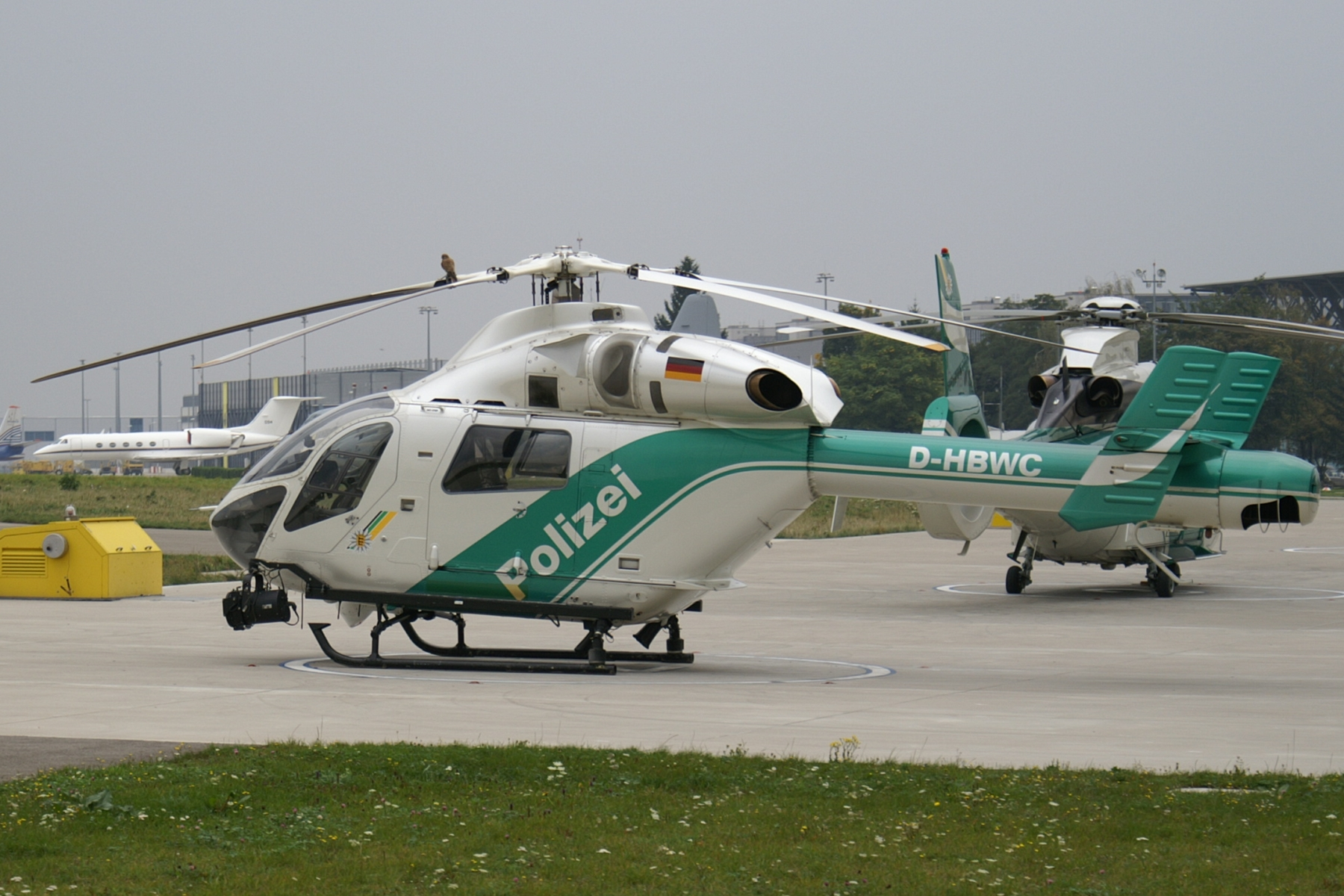
Un MD 900/902 de la Policía de Baden-Württemberg.

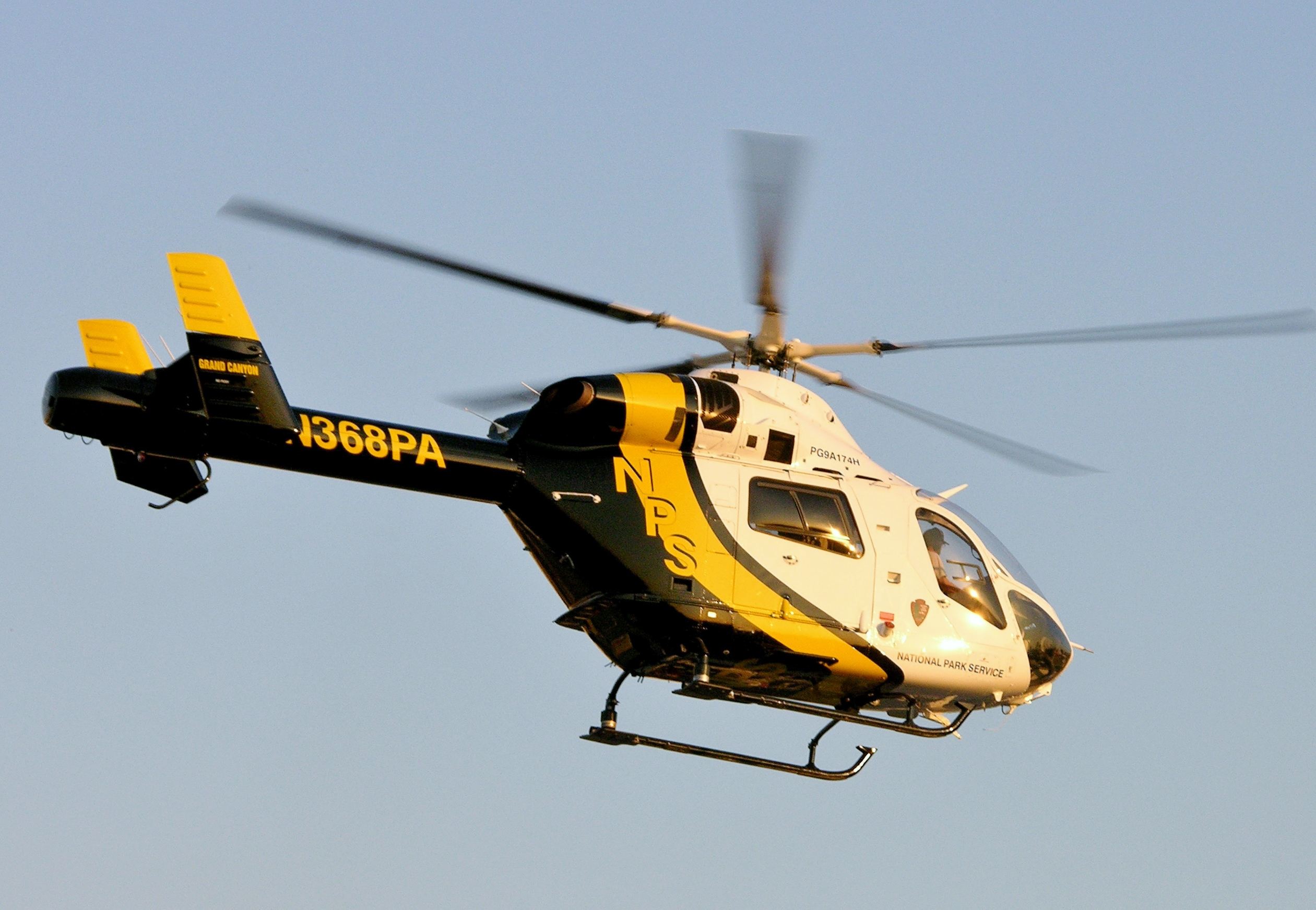
MD 900 operado por el Servicio de Parques Nacionales, basado en el Parque nacional del Gran Cañón.

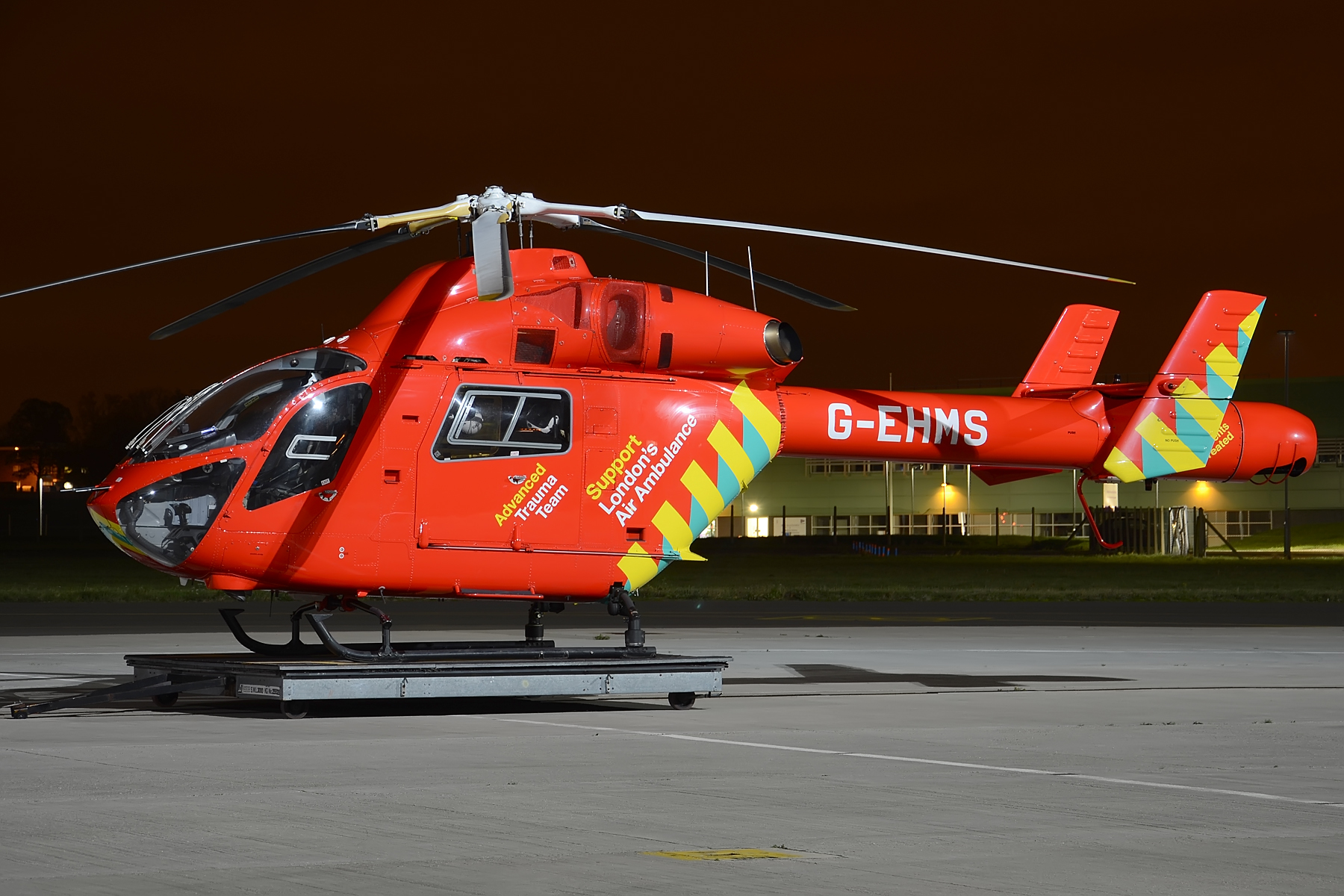
London's Air Ambulance opera dos MD 902.

- Administración para el Control de Drogas[11]
- Servicio de Parques Nacionales[12]
- University of Missouri Hospital[13]

 Hong Kong
- Heliservices[14]

 Hungría
- Policía húngara[15]

 Japón
- Doctor Heli[16]

 Luxemburgo
- Luxembourg Air Rescue[17]
- Policía Gran Ducal[18]

 México
- Armada de México[19]
  - Primer Escuadrón Aeronaval Embarcado de Patrulla PRIESCEMPAT, Aviación Naval Mexicana

 Reino Unido
- Cornwall Air Ambulance[20]
- Essex & Herts Air Ambulance[21]
- London's Air Ambulance[22]

### Antiguo operador
Estados Unidos
- Guardia Costera de Estados Unidos[23]
  - Helicopter Interdiction Tactical Squadron 1998-2000

## Especificaciones

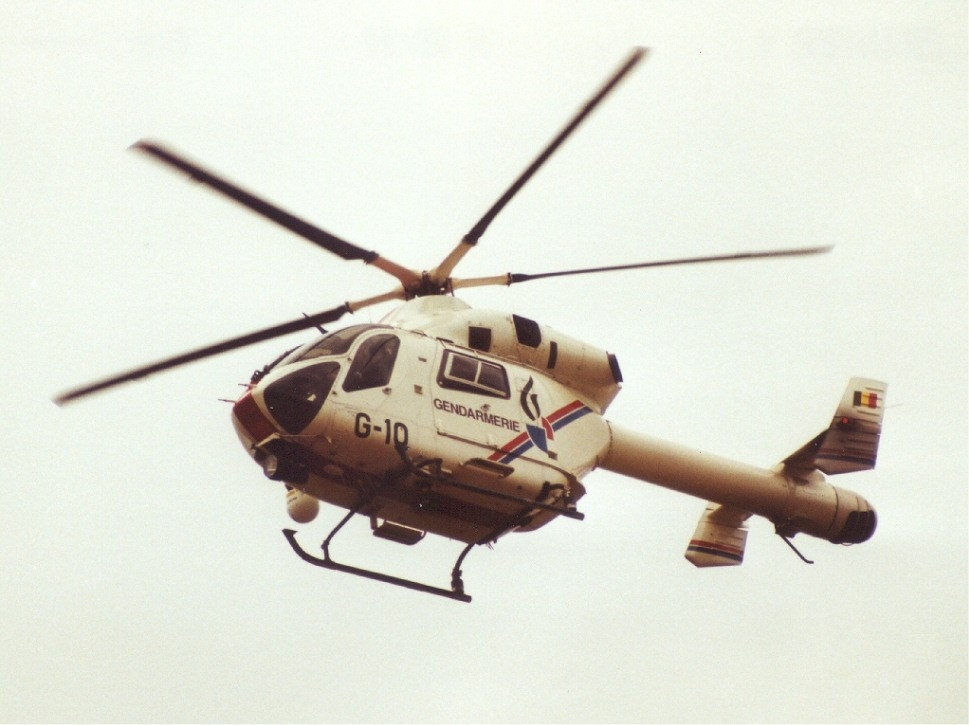
MD-900 Explorer de la Gendarmería Belga

Referencia datos: Jane's All The World's Aircraft 2003–2004

### Características generales
- Tripulación: 1 o 2 pilotos
- Capacidad: 6 pasajeros
- Carga: 1163 kg carga interna/1361 kg carga externa
- Longitud: 9,9 m (32,3 ft)
- Diámetro rotor principal: 10,3 m (33,8 ft)
- Altura: 3,7 m (12 ft)
- Área circular: 83,6 m² (899,8 ft²)
- Peso vacío: 1531 kg (3374,3 lb)
- Peso máximo al despegue: 2831 kg (6239,5 lb)
- Planta motriz: 2× turboeje Pratt & Whitney Canada PW206E.
  - Potencia: 410 kW (565 HP; 558 CV) cada uno.
- Hélices: Rotor principal de 5 palas y rotor de cola con sistema NOTAR

### Rendimiento
- Velocidad nunca excedida (Vne): 259 km/h (161 MPH; 140 kt)
- Velocidad crucero (Vc): 248 km/h (154 MPH; 134 kt) al nivel del mar
- Alcance: 542 km (293 nmi; 337 mi) a 1500 m
- Techo de vuelo: 5335 m (17 503 ft)
- Régimen de ascenso: 5,1 m/s (1004 ft/min)

## Aeronaves relacionadas

### Desarrollos relacionados
- MD Helicopters MD 500
- MD Helicopters MD 600N

### Aeronaves similares
- / MBB/Kawasaki BK 117
- Bell 427
- Bell 429 GlobalRanger
- HAL Dhruv
- Mitsubishi MH2000
- AgustaWestland AW119 Koala
- Eurocopter EC135
- Eurocopter EC145

### Secuencias de designación
- Secuencia _H-_ (Helicópteros estadounidenses, 1962-presente): ← VH-71 - UH-72 - TH-73 - MH-90 - VH-92 - MH-139